# تیلور الیس-واتسون
تیلور الیس-واتسون (انگلیسی: Taylor Ellis-Watson؛ زادهٔ ۶ مهٔ ۱۹۹۳) دونده اهل ایالات متحده آمریکا است.
وی در مسابقات کشوری و بین‌المللی در مجموع برندهٔ ۱ مدال طلا شده‌است.